# Star Trek: Phase II
Star Trek: Phase II a fost un proiect nerealizat al Paramount Pictures de a continua seria originală Star Trek. După anularea seriei originale, creatorul acesteia Gene Roddenberry, a făcut lobby la Paramount Pictures pentru a continua franciza printr-un film de lung metraj. Succesul seriei originale după redifuzarea sa pe mai multe canale TV a convins studioul să înceapă lucrul la un film Star Trek în 1975. O serie de scriitori au încercat să realizeze un scenariu "epic adecvat", dar încercările nu au fost satisfăcătoare pentru Paramount, așa că studioul a anulat proiectul până în 1977. Paramount a planificat în schimb să readucă franciza la originile sale, cu o nouă serie de televiziune intitulată Phase II. Dar succesul de la box-office al filmului Întâlnire de gradul trei a convins studioul Paramount că filmele științifico-fantastice, altele decât Star Wars, s-ar putea descurca bine, așa că studioul a anulat producția seriei Phase II și și-a reluat încercările de a realiza un (prim) film Star Trek.